# The Caine Mutiny
The Caine Mutiny (bra: A Nave da Revolta; prt: Os Revoltados do Caine) é um filme estadunidense de 1954, dos gêneros drama e guerra, dirigido por Edward Dmytryk, com roteiro de Stanley Roberts e Michael Blankfort baseado no romance The Caine Mutiny: A Novel of World War II, de Herman Wouk.

## Elenco
- Humphrey Bogart... tte-comte. Philip Francis Queeg
- José Ferrer... tte. Barney Greenwald
- Van Johnson... tte. Steve Maryk
- Fred MacMurray... tte. Tom Keefer
- Robert Francis... alf. Willis Seward Keith
- May Wynn... May Wynn
- Tom Tully... comte. DeVriess
- E.G. Marshall... tte-comte. Challee
- Arthur Franz... tte. H. Paynter Jr.
- Lee Marvin... Meatball
- Warner Anderson... cap. Blakely
- Claude Akins... Horrible
- Katherine Warren... sra. Keith
- Jerry Paris... alf. Barney Harding
- Steve Brodie... Budge

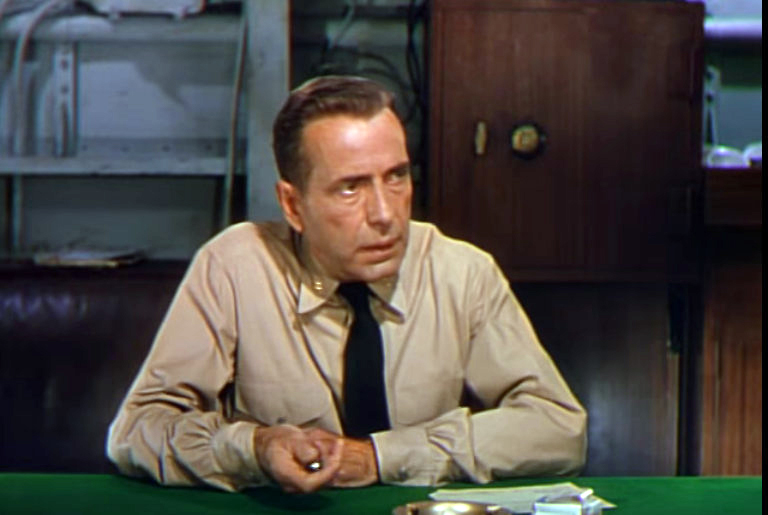
Humphrey Bogart
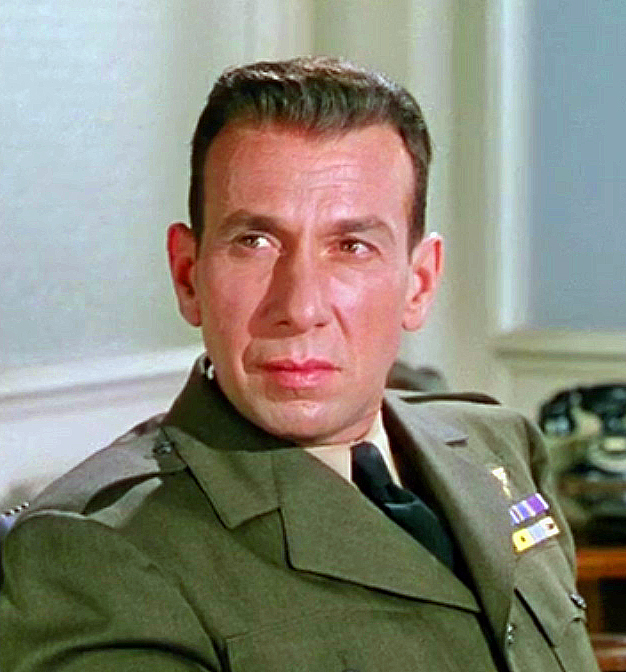
Jose Ferrer
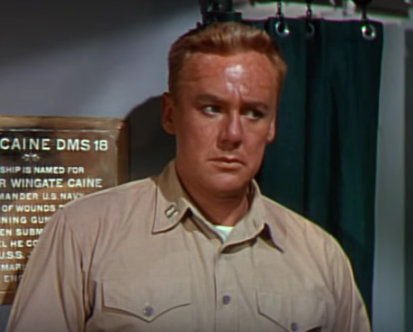
Van Johnson
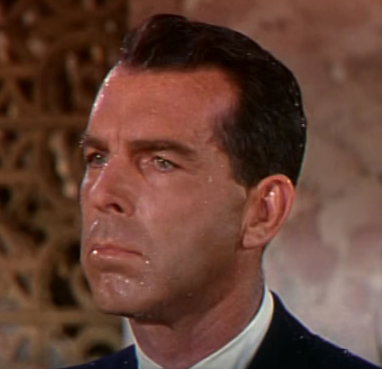
Fred MacMurray

## Sinopse
Tenente assume o comando de um navio e leva o capitão a julgamento, por julgá-lo incapaz.

## Prêmios e indicações
| Prêmio     | Categoria               | Recipiente                  | Resultado |
| ---------- | ----------------------- | --------------------------- | --------- |
| Oscar 1955 | Melhor filme            | Melhor filme                | Indicado  |
| Oscar 1955 | Melhor ator             | Humphrey Bogart             | Indicado  |
| Oscar 1955 | Melhor ator coadjuvante | Tom Tully                   | Indicado  |
| Oscar 1955 | Melhor edição           | William Lyon, Henry Batista | Indicado  |
| Oscar 1955 | Melhor trilha sonora    | Max Steiner                 | Indicado  |
| Oscar 1955 | Melhor roteiro adaptado | Stanley Roberts             | Indicado  |
| Oscar 1955 | Melhor som              | Lambert Day                 | Indicado  |